# Baalberge
Baalberge – dzielnica miasta Bernburg w Niemczech, w kraju związkowym Saksonia-Anhalt, w powiecie Salzland.
Do 31 grudnia 2009 była to oddzielna gmina należąca do wspólnoty administracyjnej Nienburg (Saale).
W dzielnicy jest stacja kolejowa Baalberge.